# Schoellerowie

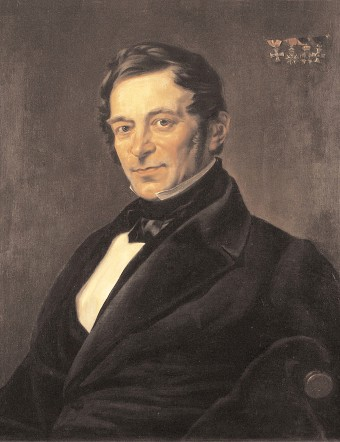
Heinrich Leopold Schoeller (1792-1884), właściciel przędzalni m.in. we Wrocławiu

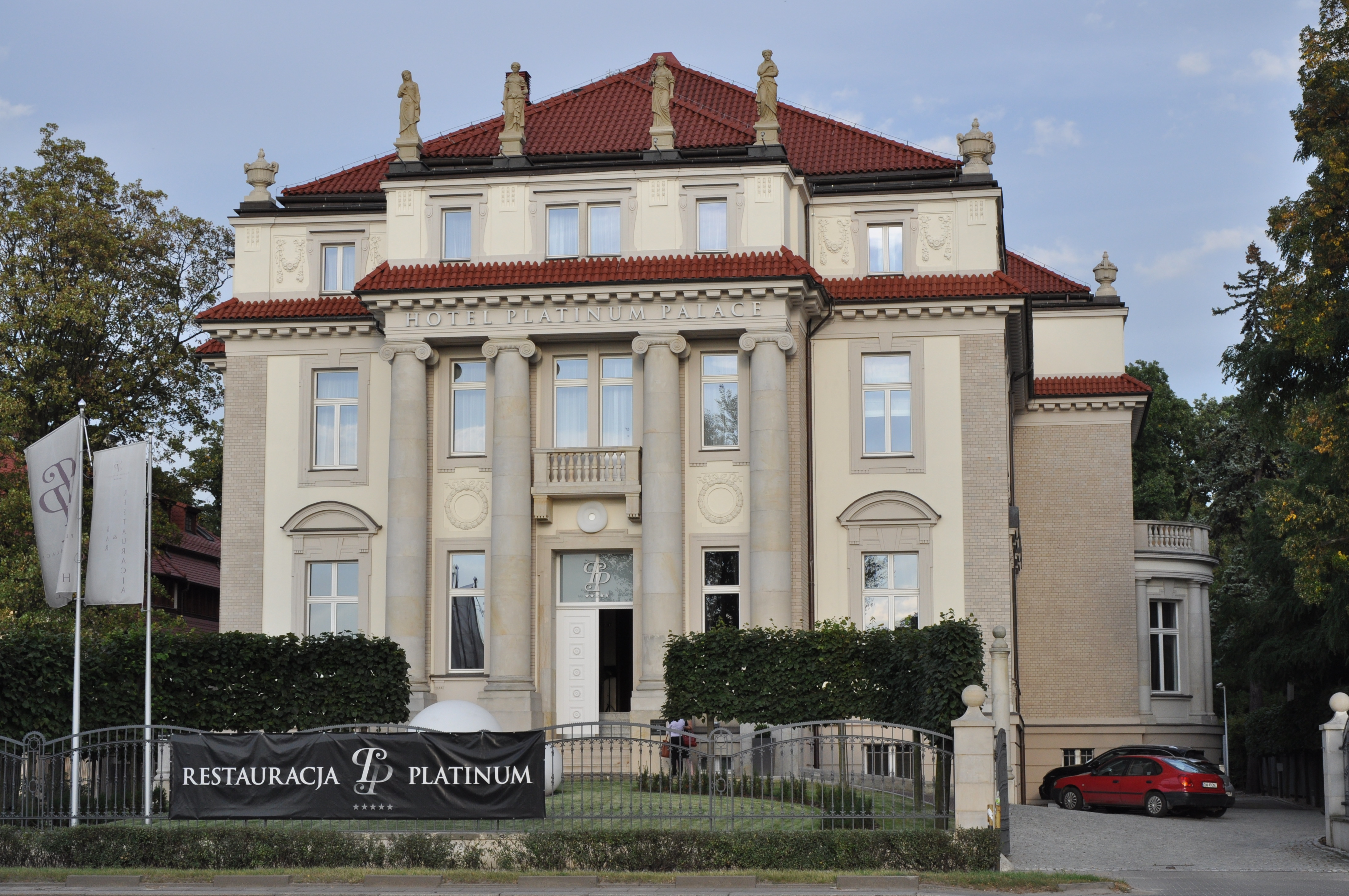
Willa Schoellerów we Wrocławiu

Schoellerowie – ród przedsiębiorców niemieckich, wzmiankowanych po raz pierwszy w wieku XII. Związani z Nadrenią, w XVI wieku rozwijali tam hutnictwo w górach Eifel, a od XVIII wieku w Düren zajmowali się włókiennictwem.
Posiadali także majątek na Śląsku: Heinrich Leopold Schoeller kupił w 1849 we Wrocławiu przędzalnię czesankową (przy dzisiejszej ulicy Sikorskiego), a później także inne przedsiębiorstwa tak w mieście lub w na jego obrzeżach (wśród nich cukrownie – Klecina, Muchobór, Różanka), jak i poza nim (m.in. w Bardzie Śląskim, Janowicach W. i Młynowie mieli papiernie, a w Marszowicach, Polanowicach, Stabłowicach, Strachowicach, Piskorzynie – niektóre z licznych majątków ziemskich). Zarządzał nimi najpierw Rudolf Schoeller, który w 1867 przekazał je swemu bratu Leopoldowi Philippowi Eberhardowi. Po 1945 posiadłości Schoellerów w Polsce zostały przejęte przez państwo. Część ich przedsiębiorstw znajdująca się w Niemczech działa do czasów współczesnych (m.in. Schoeller’sche Kammgarnspinnerei w Eitorf).
Dla rodziny Schoellerów należała do 1945 wybudowana w 1906 willa przy wrocławskiej ulicy Powstańców Śląskich 204, zaprojektowana w konwencji późnego historyzmu z elementami klasycystyczno-barokowymi, w której po 1945 zlokalizowana była wrocławska Wyższa Szkoła Muzyczna (dzisiejsza Akademia Muzyczna). Od 2010 mieści się tu hotel Platinum Palace. 